# 貓頭山
貓頭山，位於南投縣埔里鎮，海拔659m。登山步道為環狀，全長約1500m，登山總時間約需一個半小時。入口處位於南投縣埔里鎮福興路100巷口，緊鄰埔里正德大佛。步道起初為「之」字型，爬升至高處後可一覽埔里盆地、地藏院、國道六號、牛眠山、虎頭山、頂猴洞山等，視野良好。沿途有兩座涼亭，並有一內政部土地測量局四等控制點（編號GC17）。